# 66e corps d'armée (Chine)
Pour les articles homonymes, voir 66e corps d'armée.
Le 66e corps d'armée chinois est un corps de l'Armée populaire de libération. Il participa à la guerre de Corée.